# Општина Скорцару Ноу (Браила)
Скорцару Ноу (рум. Scorţaru Nou) општина је у Румунији у округу Браила.
Oпштина се налази на надморској висини од 14 m.